# سيغفريد شنايدر (سياسي)
سيغفريد شنايدر (بالألمانية: Siegfried Schneider)‏ هو سياسي ألماني، ولد في 7 أبريل 1956 في ألمانيا. حزبياً، نشط في الاتحاد الاجتماعي المسيحي. وقد انتخب عضو مجلس الشورى الموحد لبافاريا.

## روابط خارجية
- سيغفريد شنايدر على موقع مونزينجر (الألمانية)